# Pteris zippelii
Pteris zippelii là một loài dương xỉ trong họ Pteridaceae. Loài này được M.Kato & K.U.Kramer mô tả khoa học đầu tiên năm 1990.
Danh pháp khoa học của loài này chưa được làm sáng tỏ. 